# Doubrava (Lipová)
Doubrava (německy Taubrath) je místní část obce Lipová v okrese Cheb v Karlovarském kraji. Leží přibližně devět kilometrů jihovýchodně od Chebu. V roce 2011 zde trvale žilo 48 obyvatel. Vesnice je od roku 1995 evidována v seznamu vesnických památkových rezervací kvůli hrázděným statkům a domům chebské architektury. Jeden z nich, takzvaný Rustlerův statek pocházející z roku 1751, slouží dnes jako skanzen s muzeem zemědělství a lidového života a nábytku 18. až 20. století. Další hrázděné domy byly rekonstruovány v 90. letech 20. století a dodávají Doubravě historickou atmosféru.
V Doubravě se nachází největší chovná stanice arabských plnokrevníků v Česku, založená v roce 1995.

## Historie
První písemná zmínka o vesnici pochází z roku 1313. Slovanský původ jména je dokladem většího stáří. Historických údajů je však minimum, chybí informace o stavu po třicetileté válce, protože Chebsko nebylo až do roku 1725 řádnou součástí Českého království a nebyla pro něj vydána berní rula. Patrně po celou dobu své historie až do zániku patrimoniální správy patřila vesnice městu Cheb. Až do roku 1788 spadala Doubrava pod hornofalckou farnost Neualbenreuth. Po druhé světové válce a odsunu německého obyvatelstva došlo k částečnému dosídlení a novodobý vývoj se lišil od tragického osudu většiny historických vesnic na Chebsku. S výjimkou jihovýchodní části vesnice nedošlo k významným demolicím. Zachovány zůstaly téměř v úplnosti nejhodnotnější objekty ve vysokém stupni autenticity. Rovněž nedošlo k rušivým modernizacím domů. Stávající objekty jsou svými majiteli pečlivě udržovány a urbanisticky hodnotný prostor tak zůstal zachován.

## Obyvatelstvo
| Rok            | 1869 | 1880 | 1890 | 1900 | 1910 | 1921 | 1930 | 1950 | 1961 | 1970 | 1980 | 1991 | 2001 | 2011 | 2021 |
| -------------- | ---- | ---- | ---- | ---- | ---- | ---- | ---- | ---- | ---- | ---- | ---- | ---- | ---- | ---- | ---- |
| Počet obyvatel | 146  | 138  | 140  | 133  | 132  | 147  | 194  | 99   | 105  | 68   | 46   | 56   | 41   | 48   | 44   |
| Počet domů     | 21   | 22   | 23   | 23   | 25   | 26   | 31   | 28   | -    | 17   | 12   | 18   | 19   | 19   | 22   |

## Obecní správa
Při sčítání lidu v letech 1850–1959 Doubrava byla osadou obce Mýtina v okrese Cheb. Od roku 1960 je částí obce Lipová v okrese Cheb.

## Pamětihodnosti
V roce 1995 byla obec vyhlášena vesnickou památkovou rezervací. Kromě toho jsou ve vesnici ještě samostatně chráněny jako kulturní památky
- Rustlerův statek - hrázděný objekt z roku 1751 s muzeem a restaurací
- venkovské usedlosti čp. 3, čp. 8, čp. 12, čp. 13, čp. 15 a čp. 16

Ve vesnici roste několik památných stromů:
- Alej Doubrava
- Buk lesní a dub letní v Doubravě
- Doubravský buk

## Fotogalerie

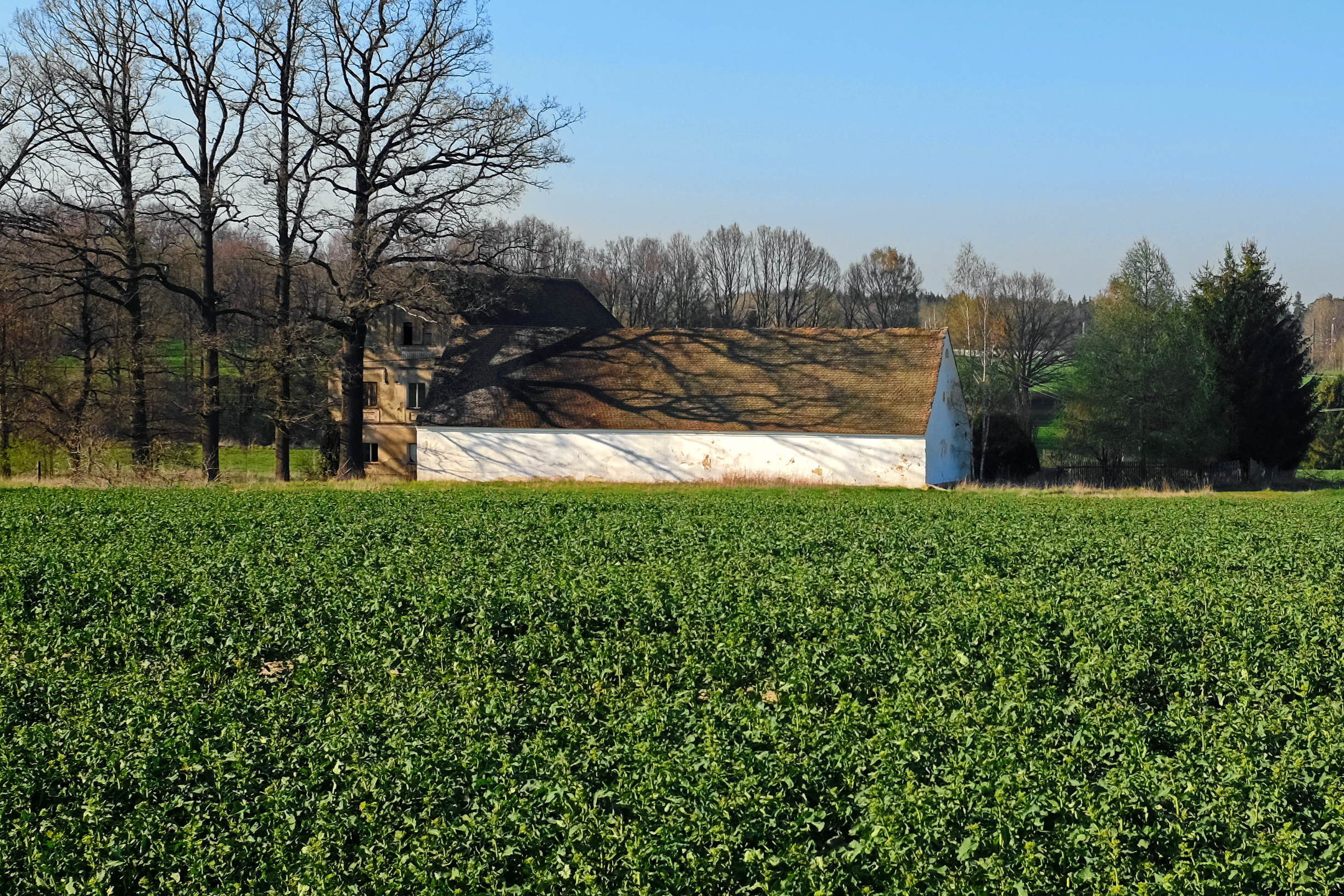
Usedlost čp. 3
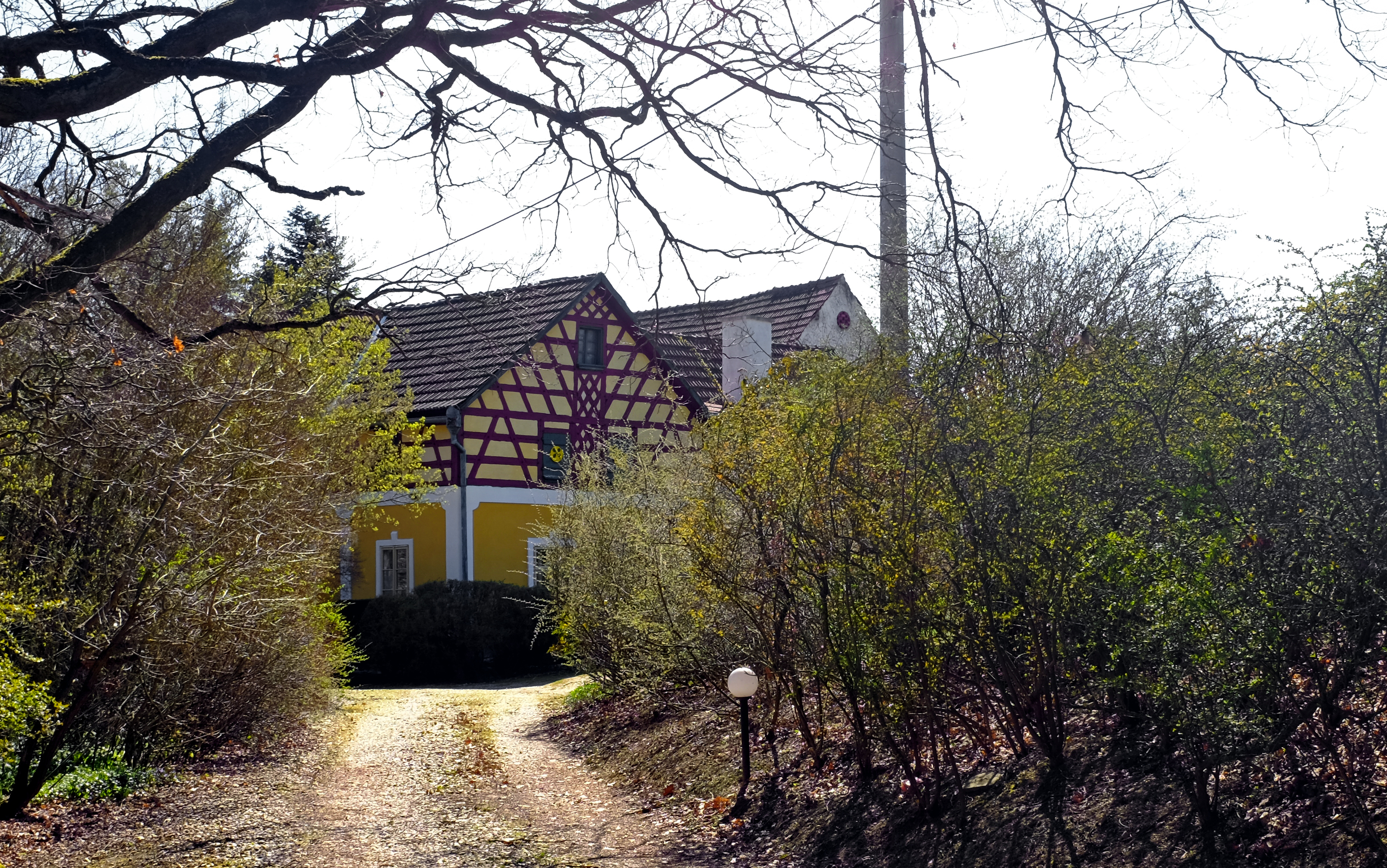
Usedlost čp. 8
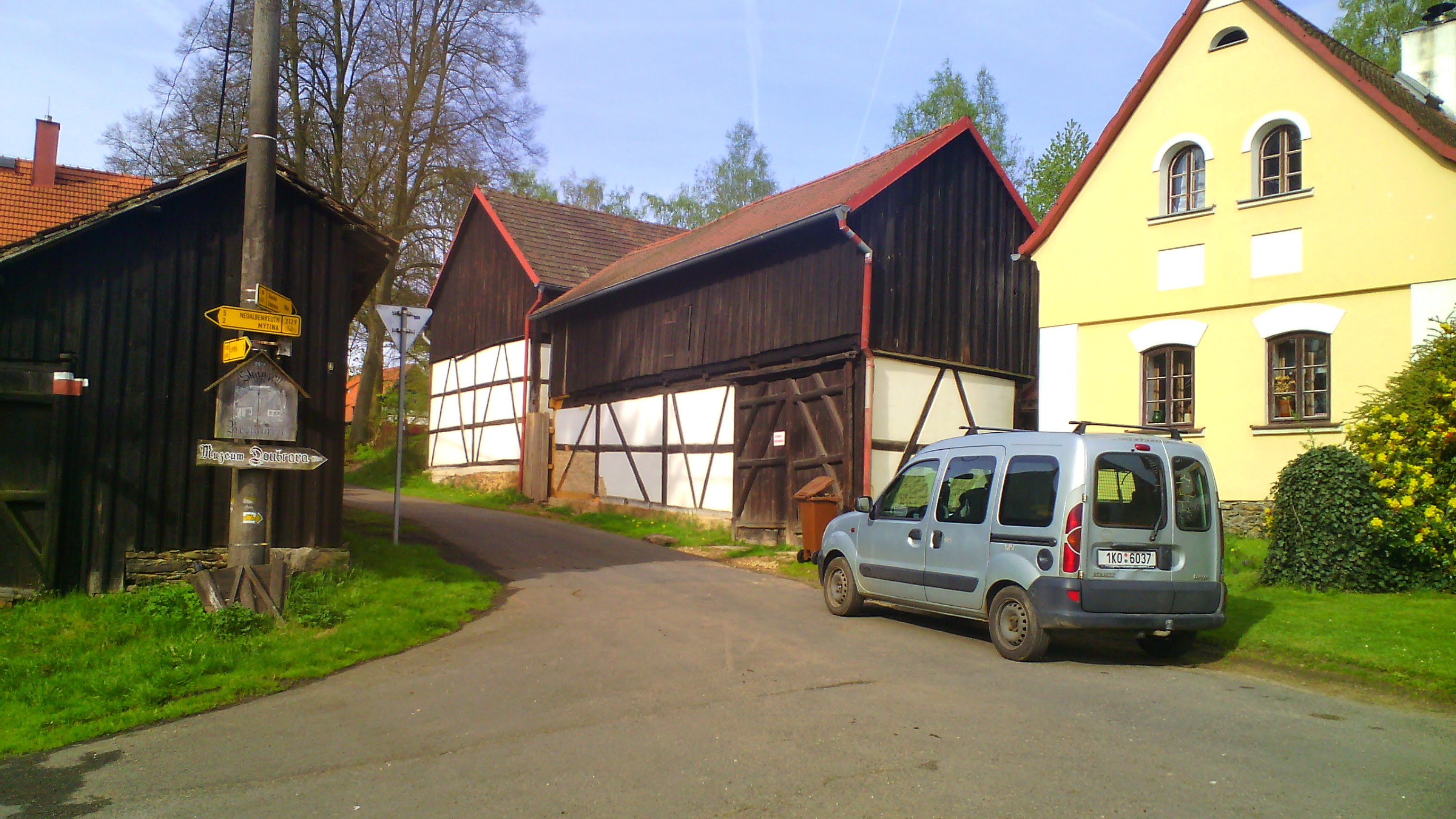
Usedlost čp. 12
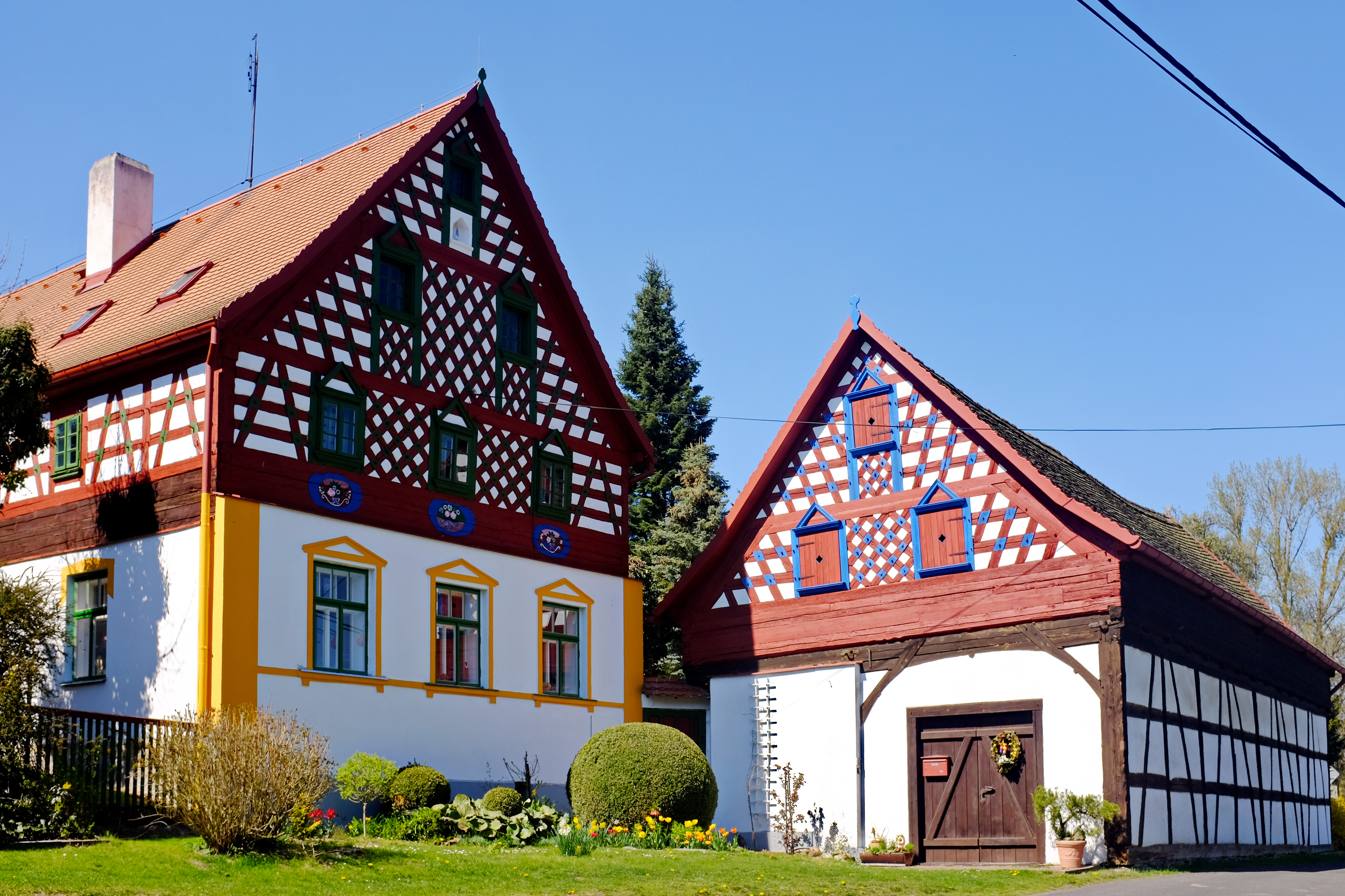
Usedlost čp. 13
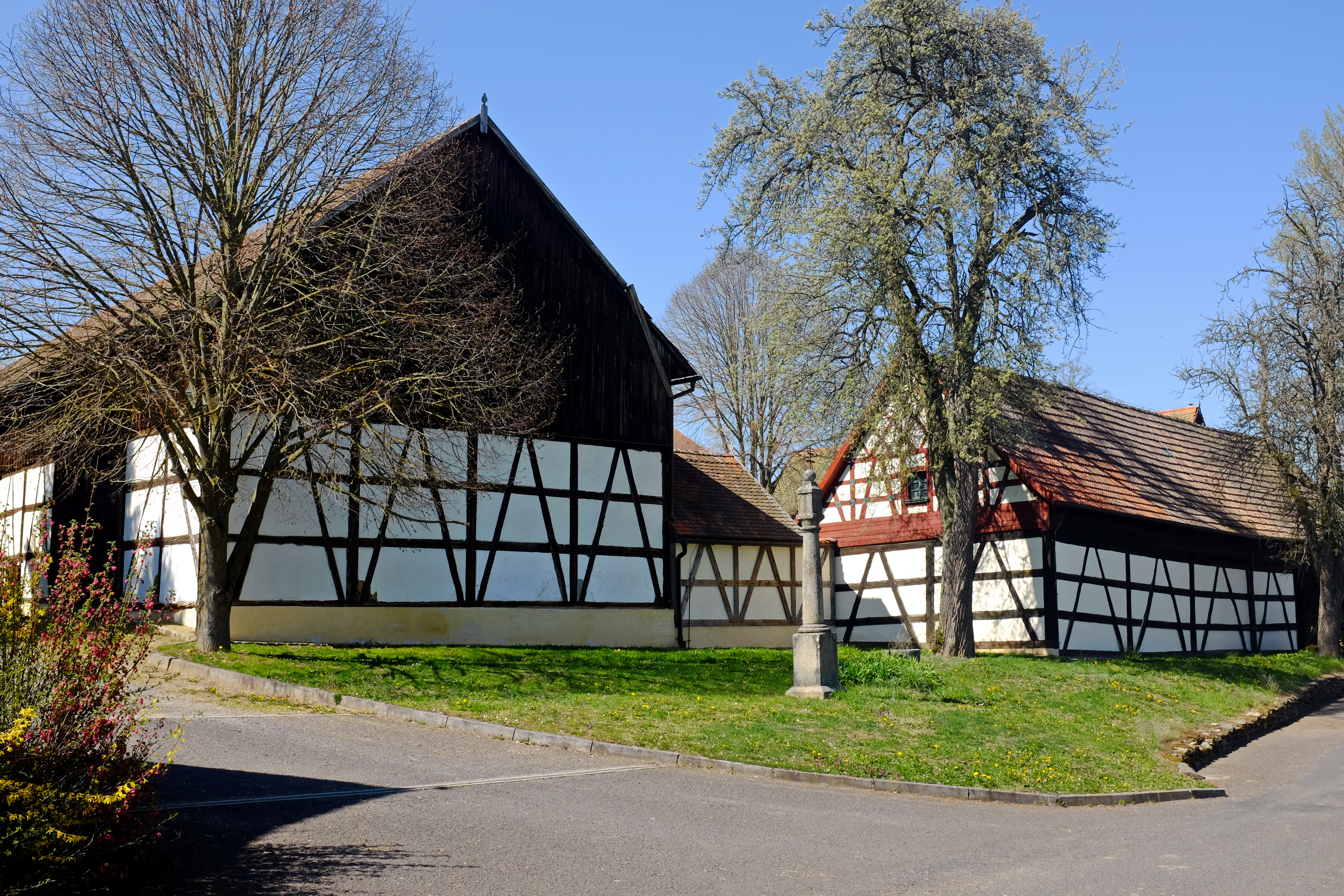
Usedlost čp. 15
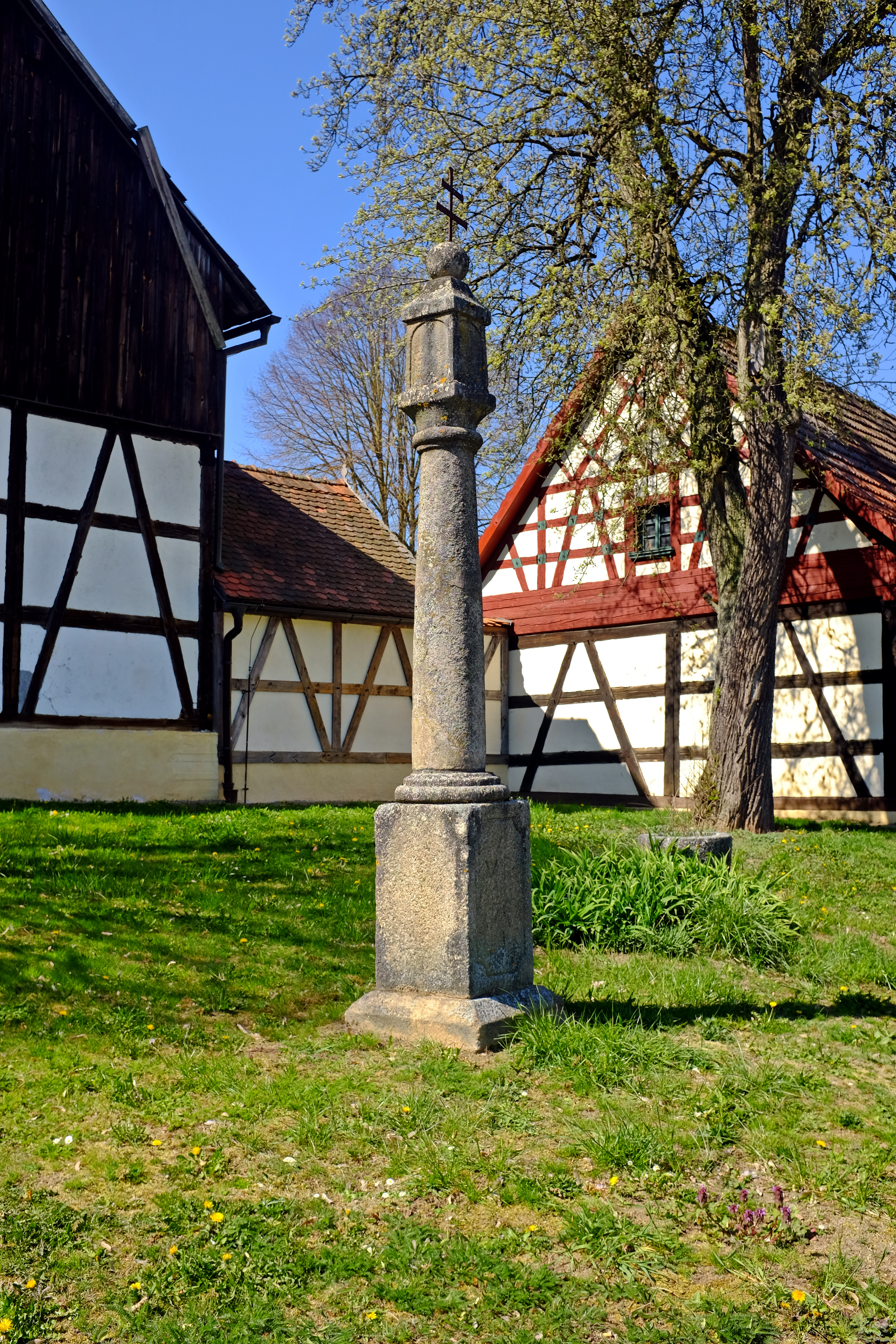
Boží muka před čp. 15
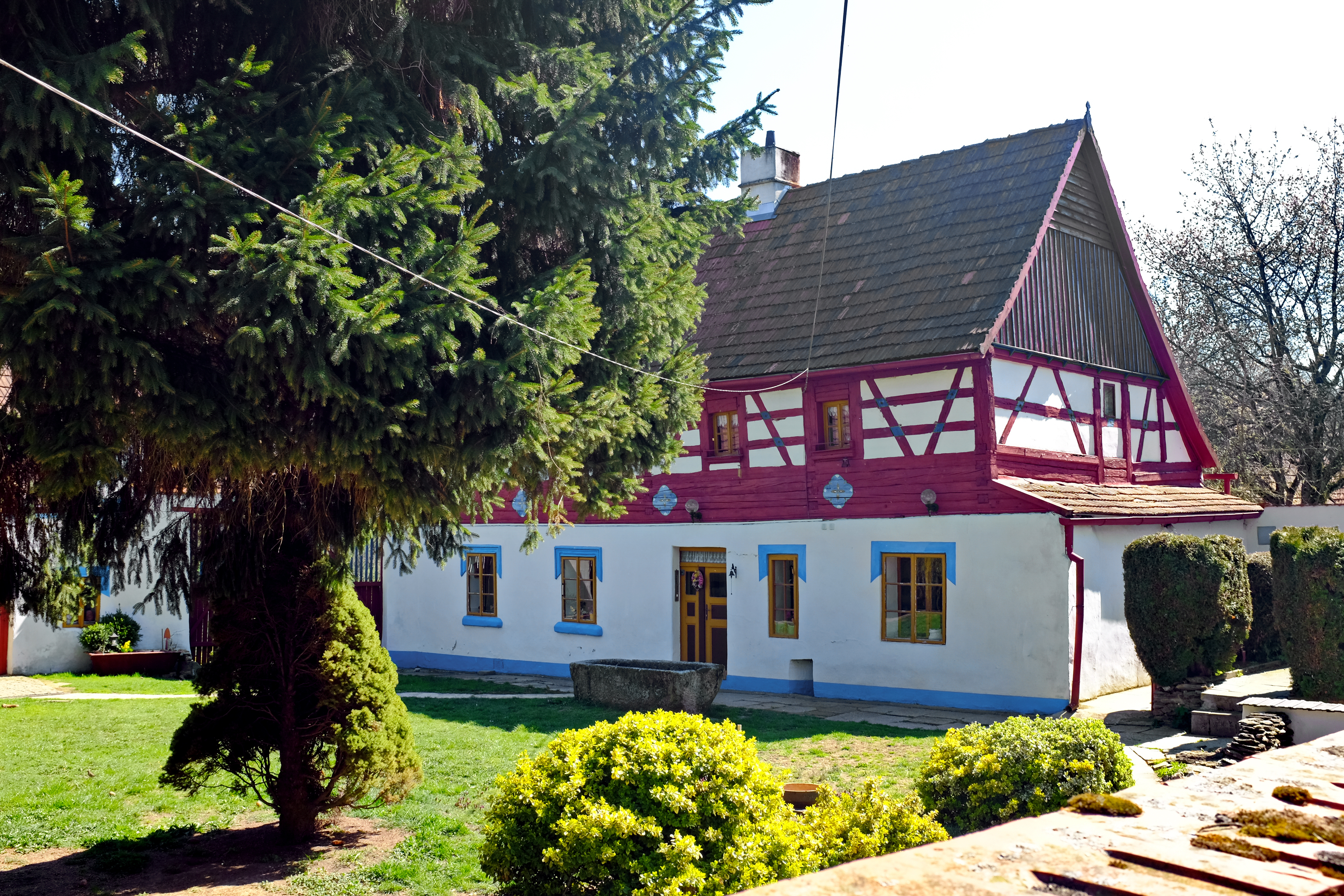
Usedlost čp. 16